# Uranvilla
Uranvilla es un despoblado que actualmente forma parte del concejo de Bernedo, que está situado en el municipio de Bernedo, en la provincia de Álava, País Vasco (España).

## Historia
Documentado desde 1182, se desconoce cuándo se despobló.